# 小野市詩歌文学賞
小野市詩歌文学賞（おのししいかぶんがくしょう）は、兵庫県小野市が主催する文学賞。同市出身の歌人上田三四二にちなみ、没後20周年にあたる2009年に創設された。前年（1月1日～12月31日）に出版された詩歌集の中から、優れたものを顕彰する。受賞者には正賞・副賞（100万円）が贈呈される。
当初は短歌、俳句、詩の三部門が選出されていたが、途中から詩部門が選ばれなくなった。
選考は、全国の歌人・俳人へのアンケートを参考としつつ、3名の選考委員により選ばれる。受賞者の発表は4月頃、授賞式は6月頃。

## 受賞一覧
| 回     | 年       | 短歌部門                                                           | 俳句部門                                            | 詩部門                                                |
| ------ | -------- | ------------------------------------------------------------------ | --------------------------------------------------- | ----------------------------------------------------- |
| 第1回  | 平成21年 | 岡井隆 『ネフスキイ』（書肆山田）                                  | 広瀬直人 『風の空』（角川書店）                     | 三井葉子 『句まじり詩集 花』（深夜叢書社）            |
| 第2回  | 平成22年 | 河野裕子 『葦舟』（青磁社）                                        | 金子兜太 『日常』（ふらんす堂）                     | 山本楡美子 『森へ行く道』（書肆山田）                 |
| 第3回  | 平成23年 | 小池光 『山鳩集』（砂子屋書房）                                    | 八田木枯 『鏡騒』（ふらんす堂）                     | 水野るり子 『ユニコーンの夜に』（土曜美術社出版販売） |
| 第4回  | 平成24年 | 花山多佳子 『胡瓜草』（砂子屋書房）                                | 小檜山繁子 『坐臥流転』（角川書店）                 | 岬多可子 『静かに、毀れている庭』（書肆山田）         |
| 第5回  | 平成25年 | 高野公彦 『河骨川』（砂子屋書房）、伊藤一彦 『待ち時間』（青磁社） | 友岡子郷 『黙礼』（沖積舎）                         | 該当無し                                              |
| 第6回  | 平成26年 | 小島ゆかり 『純白光：短歌日記2012』（ふらんす堂）                  | 高野ムツオ 『萬の翅』（KADOKAWA）                   | ―                                                     |
| 第7回  | 平成27年 | 坂井修一 『亀のピカソ：短歌日記2013』（ふらんす堂）                | 大峯あきら 『短夜』（KADOKAWA）                     | ―                                                     |
| 第8回  | 平成28年 | 米川千嘉子 『吹雪の水族館』（角川文化振興財団）                    | 西村和子 『椅子ひとつ』（KADOKAWA）                 | ―                                                     |
| 第9回  | 平成29年 | 吉川宏志 『鳥の見しもの』（本阿弥書店）                            | 茨木和生 『熊樫』（東京四季出版）                   | ―                                                     |
| 第10回 | 平成30年 | 川野里子 『硝子の島』（短歌研究社）                                | 櫂未知子 『カムイ』（ふらんす堂）                   | ―                                                     |
| 第11回 | 平成31年 | 栗木京子 『ランプの精』（現代短歌社）                              | 岡田一実 『記憶における沼とその他の在処』（青磁社） | ―                                                     |
| 第12回 | 令和2年  | 大口玲子 『ザベリオ』（青磁社）                                    | 原満三寿 『風の図譜』（深夜叢書社）                 | ―                                                     |
| 第13回 | 令和3年  | 島田修三 『秋隣小曲集』（砂子屋書房）                              | 大石悦子 『百囀』（ふらんす堂）                     | ―                                                     |
| 第14回 | 令和4年  | 日高堯子 『水衣集』（砂子屋書房）                                  | 井上弘美 『夜須礼』（角川文化振興財団）             | ―                                                     |
| 第15回 | 令和5年  | 大辻隆弘 『樟の窓：短歌日記2021』（ふらんす堂）                    | 小川軽舟 『無辺』（ふらんす堂）                     | ―                                                     |
| 第16回 | 令和6年  | 該当なし                                                           | 池田澄子 『月と書く』（朔出版）                     |                                                       |
| 第17回 | 令和7年  | 黒木三千代 『草の譜』（砂子屋書房）                                | 中村和弘 『荊棘』（ふらんす堂）                     | ―                                                     |

## 選考委員
- ～第14回：馬場あき子[注釈 1][3]、永田和宏、小島ゆかり
- 第15回：宇多喜代子、永田和宏、小島ゆかり
- 第16回：高野ムツオ、永田和宏、小島ゆかり